# Vườn quốc gia Goobang
Vườn quốc gia Goobang là một vườn quốc gia ở bang New South Wales, Úc, cách thành phố Sydney 296 km về phía tây bắc.
Vườn quốc gia này có diện tích 421 km² và được thành lập ngày 22.12.1995.

## Sự kiện
- Diện tích: 421 km²
- Tọa độ địa lý: 32°41′8″N 148°20′10″Đ / 32,68556°N 148,33611°Đ
- Ngày thành lập: 22.12.1995
- Cơ quan quản lý: New South Wales National Parks and Wildlife Service
- Loại IUCN: II